# Severo (mestre da infantaria)
Severo (em latim: Severus) foi um oficial romano do século IV, ativo durante o reinado do imperador Valentiniano I (r. 364–376)

## Vida
Severo aparece pela primeira vez entre 365-367, quando serviu como conde dos domésticos do Ocidente. Em 367, tornou-se mestre da infantaria. No verão desse ano, quando Valentiniano adoeceu, pensou-se em Severo como um possível sucessor. Em 368, ele e Jovino lutaram sob Valentiniano contra os alamanos. Em 370, Valentiniano enviou Severo para apoiar Nanieno em sua luta contra os saxões e mais tarde Severo lutou contra os alamanos. Ele foi o destinatário das leis VIII.7.11 de 3 de dezembro de 371 e VII.1.11 de 24 de abril de 372.